# Landesvertretung Hessen (Bonn)

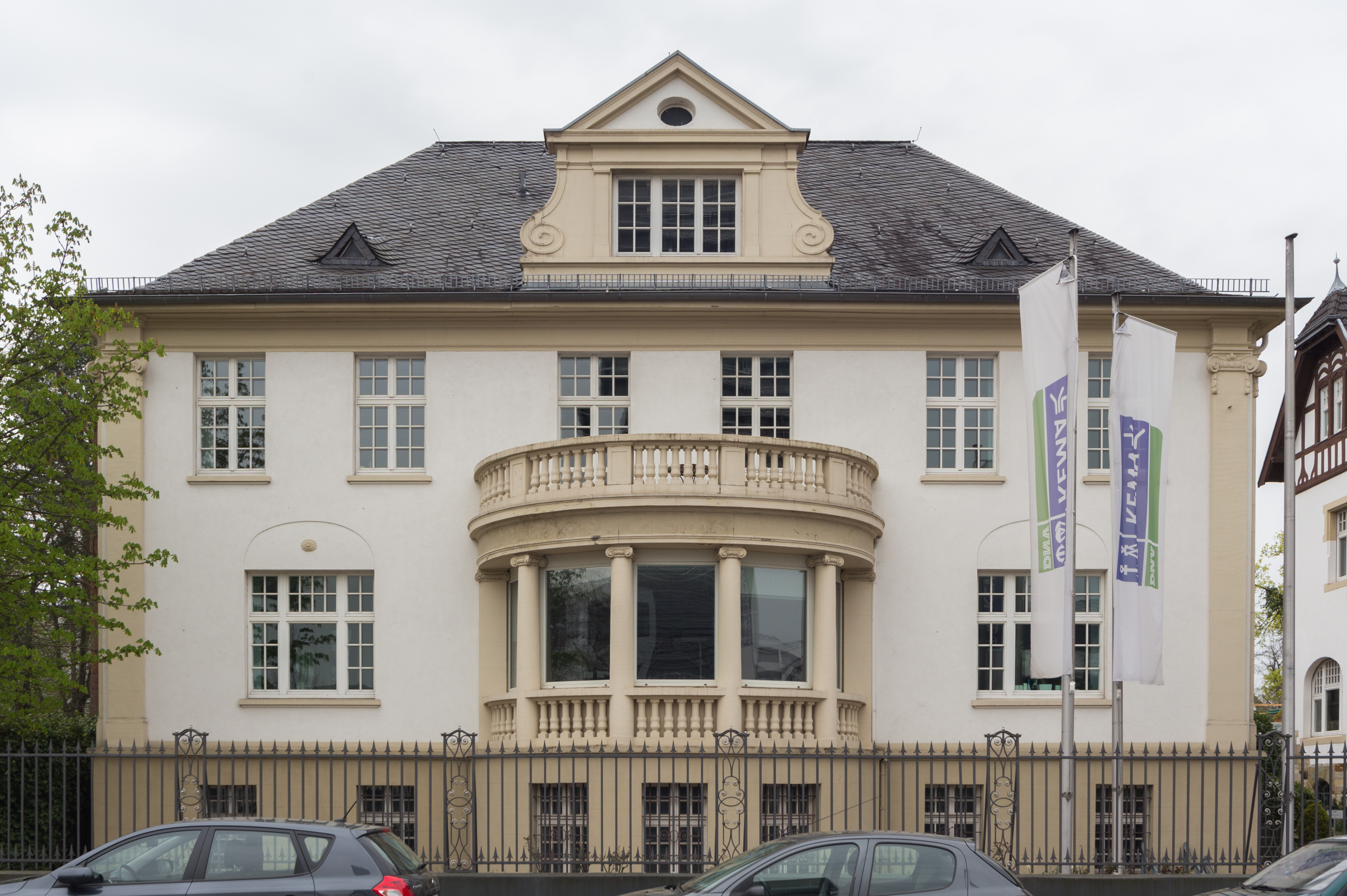
Ehemaliges Gebäude der hessischen Landesvertretung, Kurt-Schumacher-Straße 8 (2013)

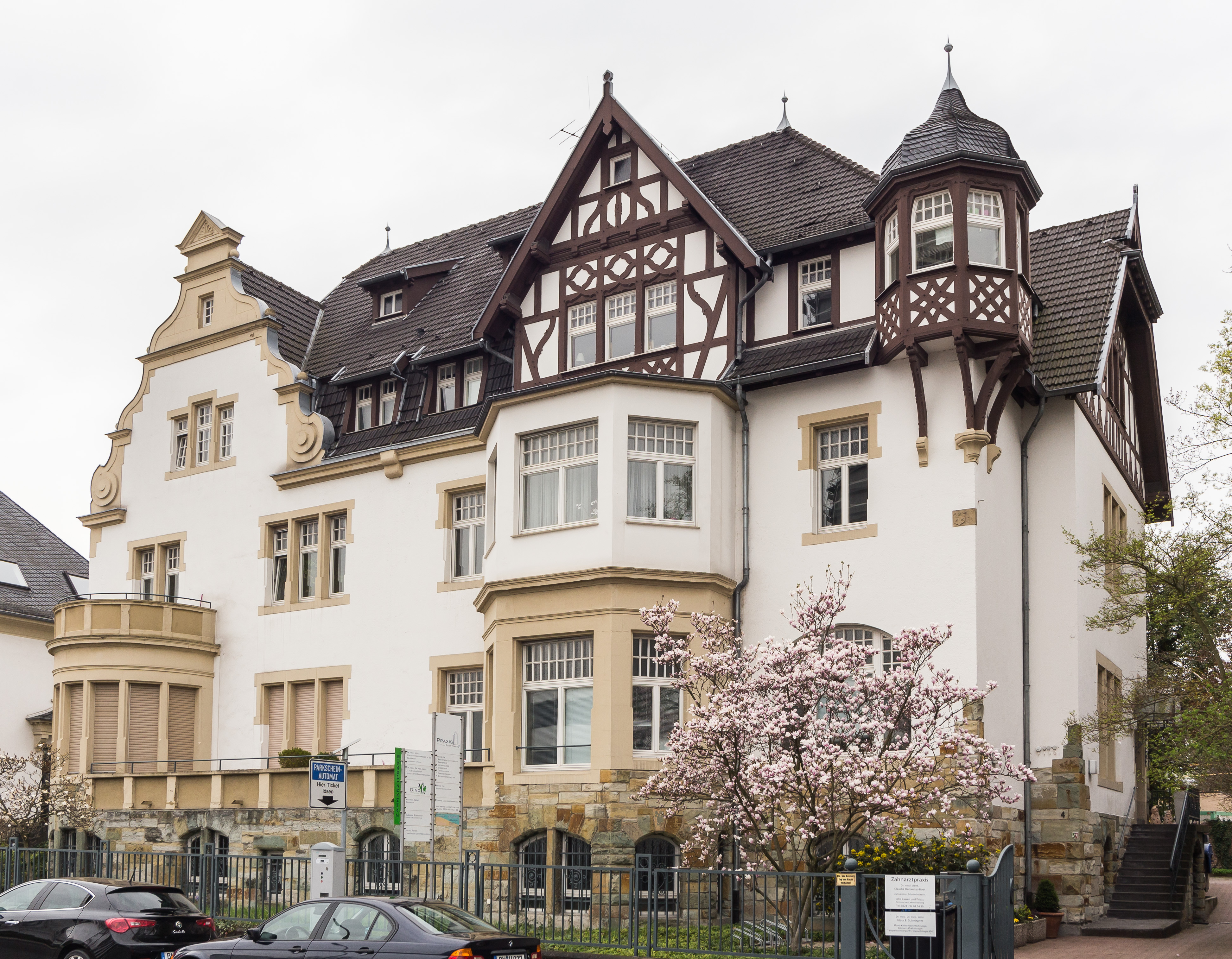
Doppelvilla Kurt-Schumacher-Straße 4/6 (2013)

Die Hessische Landesvertretung beim Bund hatte von 1949 bis 2000 ihren Sitz im Bonner Parlaments- und Regierungsviertel. Die ehemaligen Gebäude der Landesvertretung, zwei denkmalgeschützte Villen, befinden sich im Ortsteil Gronau an der Kurt-Schumacher-Straße (Hausnummern 4–8) im Zentrum des Bundesviertels gegenüber dem Schürmann-Bau.

## Geschichte
Die heutige Villa Kurt-Schumacher-Straße 8 entstand 1921/22 für den Bauherrn W. Hamacher nach Plänen des Bonner Architekten und Regierungsbaumeisters Julius Rolffs. 1946 wurde der mittlere Dachstuhl in Folge eines Brandschadens erneuert.
Nachdem Bonn 1949 Regierungssitz der Bundesrepublik Deutschland geworden war, befand sich die Villa inmitten des neuen Parlaments- und Regierungsviertels. Noch im gleichen Jahr ging das Anwesen nach einem Zwischenankauf durch Nordrhein-Westfalen und der Ausquartierung hier vom Wohnungsamt eingewiesener Mieter ins Eigentum des Landes Hessen über, dessen Landesvertretung nun vom Länderrat der Bizone in Frankfurt am Main an den neuen bundesdeutschen umzuziehen hatte. In diesem Zusammenhang wurde 1950 das Dachgeschoss des Hauses ausgebaut. Aufgrund von Verzögerungen bei der Räumung des Gebäudes richtete Hessen die Büros seiner Landesvertretung mit zu Beginn 15 Mitarbeitern jedoch in Mietobjekten im Norden des Ortsteils Kessenich (Scharnhorststraße 12/14, heute Aloys-Schulte-Straße) ein und nutzte die Liegenschaft in der Gronau fortan nur als Gästehaus und für repräsentative Anlässe. Der Umbau des Gebäudes zum Hauptsitz der hessischen Landesvertretung erfolgte im Jahre 1964. 1978 ließ Hessen die Villa im Innern vollständig umbauen und bis 1980 nach Plänen des Staatsbauamtes Wiesbaden um einen rückwärtigen Neubau mit einem eingeschossigen Verbindungsbau erweitern, der als Gästehaus („Konferenz- und Gästepavillon“) mit einem großen Veranstaltungsraum und einer „Hessenstube“ diente. 1981 erwarb das Land Hessen durch einen Grundstückstausch mit dem Bund, der im Gegenzug ein an die Landesvertretung rückwärtig angrenzendes 2.367 m² großes Grundstück erhielt, die benachbarte Doppelvilla Kurt-Schumacher-Straße 4/6 und verlegte bis 1983 seine bisher noch in Kessenich beheimateten Büroräume dorthin.
Im Zuge der Verlegung des Parlaments- und Regierungssitzes (1999/2000) zog die hessische Landesvertretung mit zuletzt 35 Mitarbeitern im Herbst 2000 nach Berlin um. Das bisherige Bürogebäude wurde im Oktober 2000, das bisherige Gästehaus durch Kaufvertrag vom 8. Februar 2002 an den Bonner Unternehmer Marc Asbeck verkauft. Letzteres nahm zeitweise (Stand: 2004) Büros der gegenüberliegenden Deutschen Welle sowie die Bibliothek des Max-Planck-Instituts zur Erforschung von Gemeinschaftsgütern auf. Die ehemaligen Bonner Gebäude der Landesvertretung, zwei geschützte Baudenkmäler, werden derzeit von privaten Unternehmen genutzt. Das im Park gelegene ehemalige Gästehaus wurde 2008 in Form eines zurückversetzten Glasaufbaus aufgestockt und seitlich mit einem Treppenturm versehen. Seit Ende September 2018 befindet sich in der ehemaligen Landesvertretung die Geschäftsstelle der Monopolkommission.
Die Eintragung der Villa Kurt-Schumacher-Straße 8 – aufgrund der Veränderungen bei dem Umbau von 1978 nur mit ihrem äußeren Baukörper – in die Denkmalliste der Stadt Bonn erfolgte am 20. Dezember 2001. Die Vorgartenzone mit originaler Gittereinfriedung sowie der rückwärtige Park stehen als Teil des Anwesens unter Denkmalschutz, nicht jedoch der rückwärtige Erweiterungsbau.